# Parma (provins)
Parma är en provins i regionen Emilia-Romagna i Italien. Huvudord i provinsen är staden Parma. Provinsen bildades när Kungariket Sardinien 1859 annekterade området från Kyrkostaten.

## Administrativ indelning
Provinsen Parma är indelad i 44 comuni (kommuner). Alla kommuner finns i lista över kommuner i provinsen Parma.
Den nya kommuen Sissa Trecasali bildades den 1 januari 2014 genom en sammanslagning av de tidigare kommunerna Sissa Trecasali och Trecasali. Den nya kommuen Polesine Zibello bildades den 1 januari 2016 genom en sammanslagning av de tidigare kommuneerna Polesine Parmense och Zibello.
Den nya kommuen Sorbolo Mezzani bildades den 1 januari 2019 genom en sammanslagning av de tidigare kommunerna Mezzani och Sorbolo.

## Geografi
Parma gränsar i norr mot provinserna Cremona och Mantua, i öst mot provinsen Reggio Emilia, i syd mot provinserna Massa-Carrara, La Spezia och Genova, samt i väst mot provinsen Piacenza.

## Externa länkar

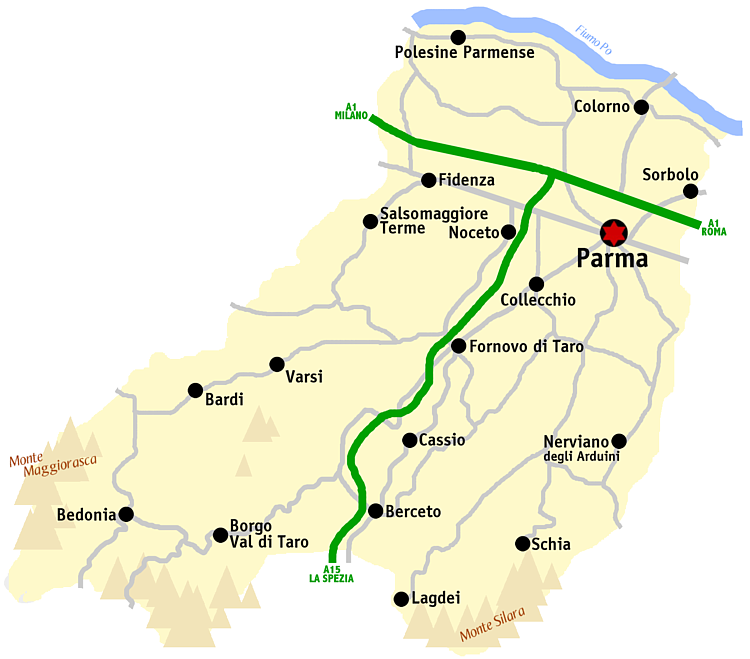
Karta över provinsen